# Sverige under folkvandringstiden
Sverige under folkvandringstiden brukar följa den germanska folkvandringens tidsangivelser, eftersom den hade störst betydelse för Västeuropa. Den inföll mellan åren 375 och 568. Folkvandringstiden dateras dock oftare till 400-550 e.Kr. i svensk arkeologi. Nordens guldålder är en annan benämning som syftar på guldskatterna i fyndmaterialet. Fynden av guldhalskragar i filigranteknik utgör tre stycken: Färjestaden på Öland, och Ålleberg och Möne i Västergötland.  Gotland särställning markeras av rika fynd. Bildstenarna som är gjorda av kalksten finns bara på Gotland och saknas till största delen på fastlandet.
Delar av Götaland bland annat Öland och Gotland har tecken på avfolkning under perioden. Många fornborgar och nedgrävda skatter ger bilden av oroliga tider. Rika hövdingagravar med flera guldföremål och  monument som bildstenar vittnar om omfattande resurser.
Jordanes och Prokopios uppgifter om goter och heruler har tolkats som att de utvandrat från södra Skandinavien. Nedgången i bebyggelsen förklaras, och guldfynden tolkas som hemsänt krigsbyte eller solidi utbetalda som lön i den romerska armen. Inga skriftliga källor bekräftar dessa osäkra slutsatser. Flera arkeologerna anser numera att  övergivna bebyggelser på Öland och Gotland har sin grund i  förtätade byar och omläggning till intensivare jordbruk.

## Forskningshistoria

### Knut Stjernas bild av folkvandringstiden
Knut Stjerna skriver i uppsatsen Svear och Götar under folkvandringstiden att den viktigaste följden av folkvandringarna var folkminskningen som drabbade södra Skandinavien och Tyskland. Stjerna menar att detta visas av gravfälten som efter år 300 drabbas av en avsevärd minskning i antalet gravar. Gravar från efterföljande tid kan räknas till några få procent av de från föregående tid.
Efter germanernas segrar på kontinenten, inbryter den guldrikaste perioden i Skandinaviens förhistoria. De guldförråd som bärgats ur den sydskandinaviska jorden, är små i jämförelse med de på kontinenten men stora med svenska mått. Guldrikedomen upphör då de östgermanska rikena går under. Guldfynden kan indelas i myntat guld, som övervägande har hittats på öarna Gotland, Öland och Bornholm, medan det omyntade guldet är jämnare fördelat i Sydsverige. Stjerna menar att i Norge och norra Sverige är guldfynd mycket sällsyntare. Följden blir att de talrikare och fattigare folkstammarna i norr gör sig till herrar öfver den fåtaligare men rikare sydliga befolkningarna. Kriget mellan svear och götar och de senares underkuvande saknar motsvarighet från tidigare tider på den skandinaviska halvön.
Stjerna menar att de historiska partierna av Beowulf utgöres av strider mellan konungarna för de olika folkstammarna och konungahusens medlemmar. Den verkliga bakgrunden har hänt under 400-talet och 500-talets början. Detta är en skildring av svearnas segerrika framträngande mot söder. Arkeologin ger en bild av 400-talet då svearna bemäktigande sig götarnas land, först Öland och Blekinge, och slutligen under 500-talet Gotland. De skriftliga källorna visar att samma århundrade var fullt av blodiga fejder mellan svear och götar.

### Historiska källor och folkvandringstiden. Birger Nerman identifierar Gamla Uppsalas högar som resta över Ynglingaättens kungar.
Enligt Snorre Sturlasson hörde Sveakungarna till och med Ingjald Illråde, det vill säga inpå 600-talet, till Ynglingaätten, vars alla regenter han uppräknar i Heimskringlas Ynglingasaga. Ynglingasagan innehåller dock en blandning av fiktion och verklighet. I sagans början är sagokungarna asar, vilket dock kan ha sin förklaring i att man likt Egyptens faraoner framställer sig som gudar. Men sagan är ändå inte trovärdig för denna första tid. Inte heller har det som berättas om kungarna under tiden närmast efter Ynglingaätten – Ivar Vidfamne, Harald Hildetand och Sigurd Ring någon större trovärdighet. Men i vissa fall däremellan då också bland annat Beowulf stämmer överens med Ynglingasagan eller då arkeologiska belägg finns är trovärdigheten väsentligt högre. Främst gäller detta under den sena folkvandringstiden.
Vid 500-talets början återupptas traditionen från  bronsåldern med mäktiga högar.  Storhögarna, ibland kallade  kungshögar, användes åter som gravform, men nu bara som stormansgravar. Uppsala högar är ett exempel. Det är dessa som tolkades som bevis för en centraliserad kungamakt i det framväxande Sveariket. De har tidigare tillskrivits såväl tre sveakungar som nämns i Ynglingatal, Adils, Aun och  Egil, som asagudarna Oden, Tor och Frej. Nu kallas de Västhögen, Mitthögen och Östhögen efter sin geografiska placering. Ottar Vendelkråka skall enligt folktron vara höglagd nära Vendel i Ottarshögen.  Inglingehögen i Småland är ett lokalt exempel i södra Sverige. 
Efter denna nationalistiska arkeologi som förhärligade det forna Sveariket så ifrågasattes grunderna för denna typ av övertolkningar av det arkeologiska materialet.

## Avfolkning och ödeläggelse

### Öland
Under 1930-talet undersökte M Stenberget åtta husgrunder av de då 325 kända och genom  samtidiga inventeringar av Öland studerades Ölands bebyggelse under järnåldern. Kolblandade lager vid husgrunderna daterade till folkvandringstid  ledde Stenberger till åsikten att husen brändes i slutet av 400-talet och på 500-talet e Kr. Detta talade för att krigiska orsaker ledde till förstörelsen som drabbat Öland och lett till bygdernas ödeläggelse. Skedemosse i Gärdslösa har studerats i två avhandlingar med tonvikt på romersk järnålder och folkvandringstid. Perioden var en guldålder med rika gravar. Romerska importfynden menar Ulf Erik Hagberg har anknytning till husgrunderna. Det är spåren efter en storskalig kreatursskötsel som var ekonomisk grund för samhället. Näringen gav export av hudar till romerska armén vid limes. Fynd av många knivar för läderbearbetning i gravarna var grunden för Hagbergs tolkning. Verktyg för läderbearbetning finns också i Östergötland, där ett stort stensträngssystem visar på samma markutnyttjande.  Kulturens nedgång i fyndmaterial och husgrundernas slutgiltiga övergivande beror på romarrikets fall. Läderekonomins inkomster uteblev och landskapet var hårt överbetat, och stensträngsbygdens övergivande blev följden. De öländska fornborgarna gav Stenberger också argument för regressionen. Eketorp på södra Öland har byggts i tre stadier med två perioder av användning. Avbrottet ligger i  yngre järnålder. Av  53 C14-prover från borgen har bara något enstaka prov varit från åren 550—900 e Kr. Ulf Näsman menar dock att föremålsfynden delvis täcker den fyndtomma perioden av Eketorp II. Möjligen har fornborgarna byggts i etapper av olika grupper med vissa skillnader i konstruktion av borgen som följd.

### Östergötland och Medelpad
Ensamgårdar för en kärnfamilj med både äldre och barn var troligen typiska för äldre järnåldern. De stora långhusen och utrymmet i husen delades med kreatur (Myhre 1980). Undersökningar i Östergötland gjordes vid  Fläret och sedan i andra delar av Östergötland. Widgrens tolkning är att markanvändningen bas var ett system av enkelgårdar förenade genom långa system med stensträngar. Stensträngarna har bevarats då de inte har förstörts av senare aktiviteter i jordbruket. Stensträngarna i Östergötland liknar mycket de öländska. De blir tätare nära boplatserna, där flera stensträngar ibland  bilda fållor och de är glesare  i utkanterna. De bildar större komplex med  enskilda bosättningar med små åkrar och ängar vid husen men stora gemensamma betesmarker, fäladsallmänningar, utanför dessa fram till gränsen mot nästa bebyggelse. Markutnyttjande var framgångsrikt och centrala delen av Östergötland var fullt bebyggt. Under folkvandringstid började man bruka skogsmarkerna i södra Östergötland. 
I centrala området blev åkrarna större och betesmarken minskade. Det öppna kulturlandskapet minskade och detta bekräftas av pollendiagram för området. Krisen i samhället speglas i graden av igenväxning som inte upphör förrän under yngsta järnålder. Då ger byarna och andra brukningsmetoder en omvänd utveckling. Effektivare gårdar i byar med samverkande bybor och ny teknik kan inte beläggas förrän under vikingatid. Andra områden i Sverige visar samma nedgång av fynd och gravar. I Medelpad har under hela 700-talet nästan inga  gravfynd hittats.Nedgången gäller även 600-talet. Andra förklaringar såsom feldateringar och förändrade gravseder är osannolika tolkningar. Bebyggelsen minskade under vendeltid. Bevarade husgrundsterrasser i området kan vara lämningar efter denna ödeläggelse.
Flera områden inklusive Uppland visar en nedgång i bebyggelsen och nedgången måste betraktas som en verklig nedgång för bebyggelsen. Gerhard Flink diskuterar ödeläggelsen i artikeln Ölands stensträngsområden och den justinianska pesten. Han slutsats blir att det inte kan uteslutas att en pestepidemi har bidragit till ödeläggelsen.
Att bebyggelsen minskar under folkvandringstid har förklarats med krig, den justinianska pesten och även med klimatet. Dessa orsaker diskuteras mer detaljerat i artikel om folkvandringstiden.

## Guldrikedom
I Sverige har hittats omkring 800 romerska guldmynt och dessutom cirka 45 kg omyntat guld. Eftersom importen av guld upphör runt 560 har Fagerlie ansett att ostrogoterna var länken som ledde till guldimporten. Runt 560 gick ostrogoternas rike under. Hans Hildebrand förklarade att mynten förvarades i den tiden bankfack i jorden och blev kvarglömda medan Sture Bolin angav att de kom till Norden på grund av krig och handel och att grävdes ner och blev kvar i jorden på grund av oroligheter. Mats P Malmer anslöt sig till Hildebrands tankar medan F. Herschend pekar på svårigheten att tolka det förhistoriska samhället. Östergren menar att skattfynden har anknytning till husgrunder och att de varit familjeskatter förvarade i jorden, som av olika anledningar aldrig har grävts upp.
294 solidi har hittats på Gotland och de vägde 1269 gram. Den totala mängden omyntat guld utgör 2 667 gram alltså mer än dubbel vikt. Öland har flest fynd av solida i Sverige. Som vi tidigare sett menade Hagberg att lädervaror varit en viktig handelsartikel medan F Herschend menar att ull troligen varit ett bättre alternativ som varuexportartikel. Herschend ger en god översikt över forskningshistoriken om guldfynden på sidan 9-39 i sin doktorsavhandling.
Mynt på Öland är från tiden före 475 och eftersom Västrom går under då antyder detta att Öland förbindelser har varit inriktade på Västrom. Efter Västroms fall har kontaktnät mot Östrom saknats och guldflödet har upphört. På Gotland fortsätter guldfynden till 560. Gotlänningarna kan ha haft sina kontakter mot östromerska riket eller ostrogoterna, som fanns kvar efter att Västrom fallit.

## Hunnerna och guldrikedomen
I periodens inledningsskede invaderade hunnerna östra och centrala Europa. I vilken utsträckning människor från det som skulle bli Sverige var delaktiga i krigen på kontinenten, eller om några av de germanska folk som flydde från sina boplatser i området norr om Svarta havet hamnade så långt norrut som i Skandinavien, är omdiskuterat. Någon form av samband torde dock finnas med tanke på de rika guldfynd, bland annat guldhalskragarna, som gjorts i främst Götaland från denna tid. En del berättelser finns också från de kontinentala germanska hövdingarnas hov. 
Hunnernas kung Attila, däremot, fick vid mitten av 400-talet en årlig utbetalning från den östromerske kejsaren Theodosius II på över 150 000 solidi, samt en engångssumma på 432 000 solidi. Jämfört med dessa stora mängder av guld är de svenska fynden relativt små. 
Offer av hästmunderingar som blivit  förstörda med avsikt har varit viktiga i diskussionen om hunnernas påverkan på det nordiska området. Hästmunderingarna  var ofta tillverkade i förgylld brons, och hörde till slutet av den romerska järnåldern eller början av folkvandringstid. Fynden från Sösdala och Fulltofta  i Skåne kompletteras av ett rembeslag med ett halvcirkelformat hänge, med djurhuvuden som avslutning från N Åsum. Strömberg har daterat munderingarna till tidigt 400-tal. Beslaget från Norra Åsum har likheter med föremål från sydöstra Europa Det visar naturligtvis också kontakten lokalt mellan Kristianstadsslätten och mellersta Skåne. Fynden från Sösdala och Fulltofta och omständigheterna då fynden gjordes stämmer med hunnernas bruk av symboliska hästbegravningar på cirka 80 cm djup under ytan. Det handlar inte om krigsbytesoffer utan fynden är gjorda på höjder och vid samtida gravfält. Fynden markerar särskilda områden och har  kopplingar till flera svenska områden som Västergötland och Mälardalen likaväl som till kontinenten. 
Kontakterna med övriga Europa avbröts inte under folkvandringstiden som man tidigare trott. På 1970-talet har Lotte Hedeager och Charlotte Fabech forskat i  södra Skandinaviens roll under denna tid. Samhällsstrukturen påverkades av kontakterna med de kontinentala germanerna. Den sociala stratifiering skapade krigareliter, som  skapades småkungadömen.  Jylland, Fyn, Själland, Skåne och Bornholm, Öland och Gotland kan tidigare än man tidigare har förmodat skapat embryon till statsbildningen under folkvandringstid. Hedeager menar till och med att hunner kan ha haft en maktposition i Skandinavien. Hon menar att likheter mellan hunnernas och nordbornas mytolog belagd i ikonografin och den nordiska asatron talar för detta. 
Forskningen runt så kallade centralplatser under tidig järnålder har gett en större förståelse för hur ett klassindelat samhälle växte fram med lokala härskareliter på många platser som Uppåkra, Slöinge, Västra Vång för att ta några exempel.

## Galleri

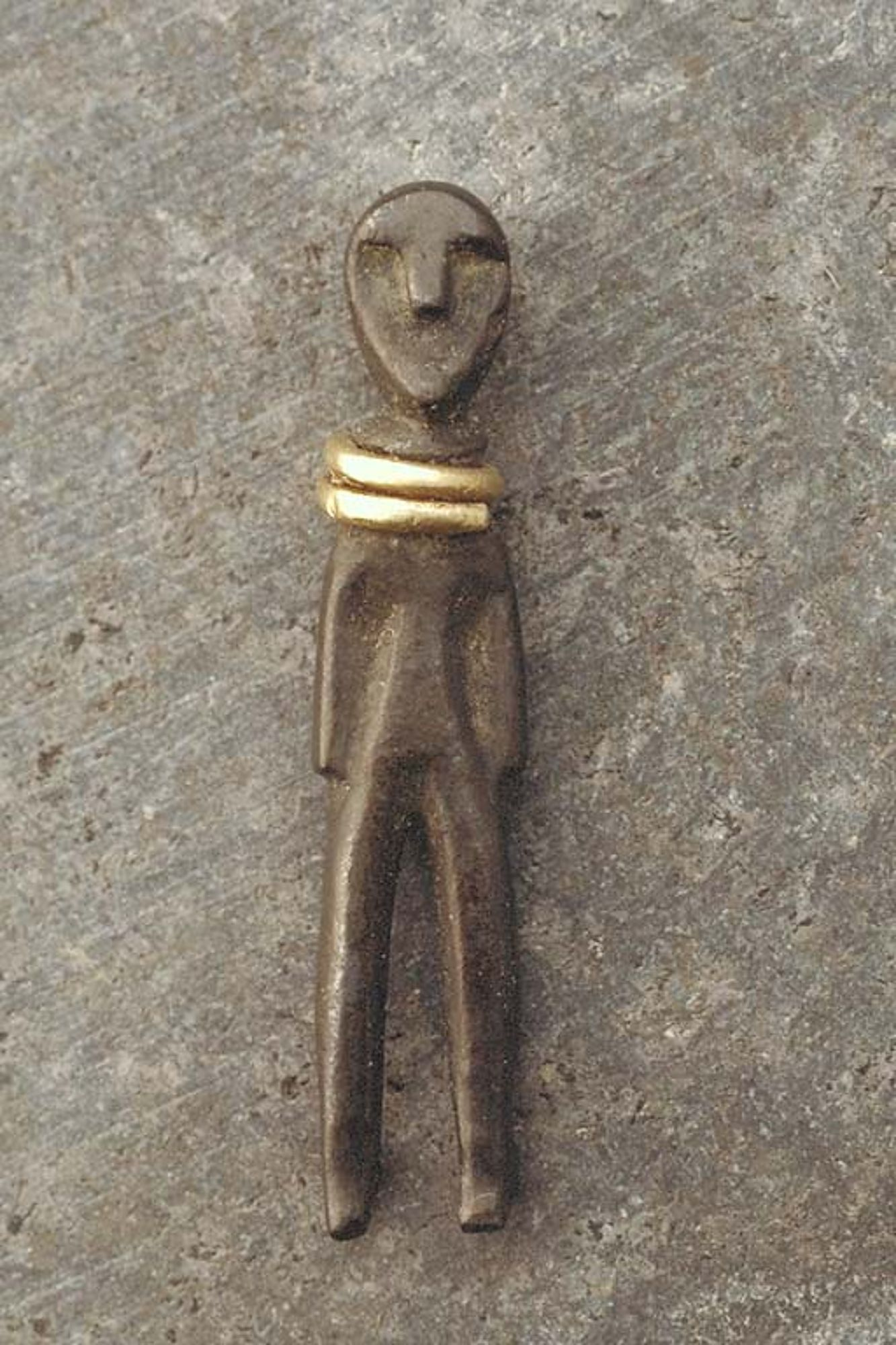
Kymbogubben från folkvandringstiden
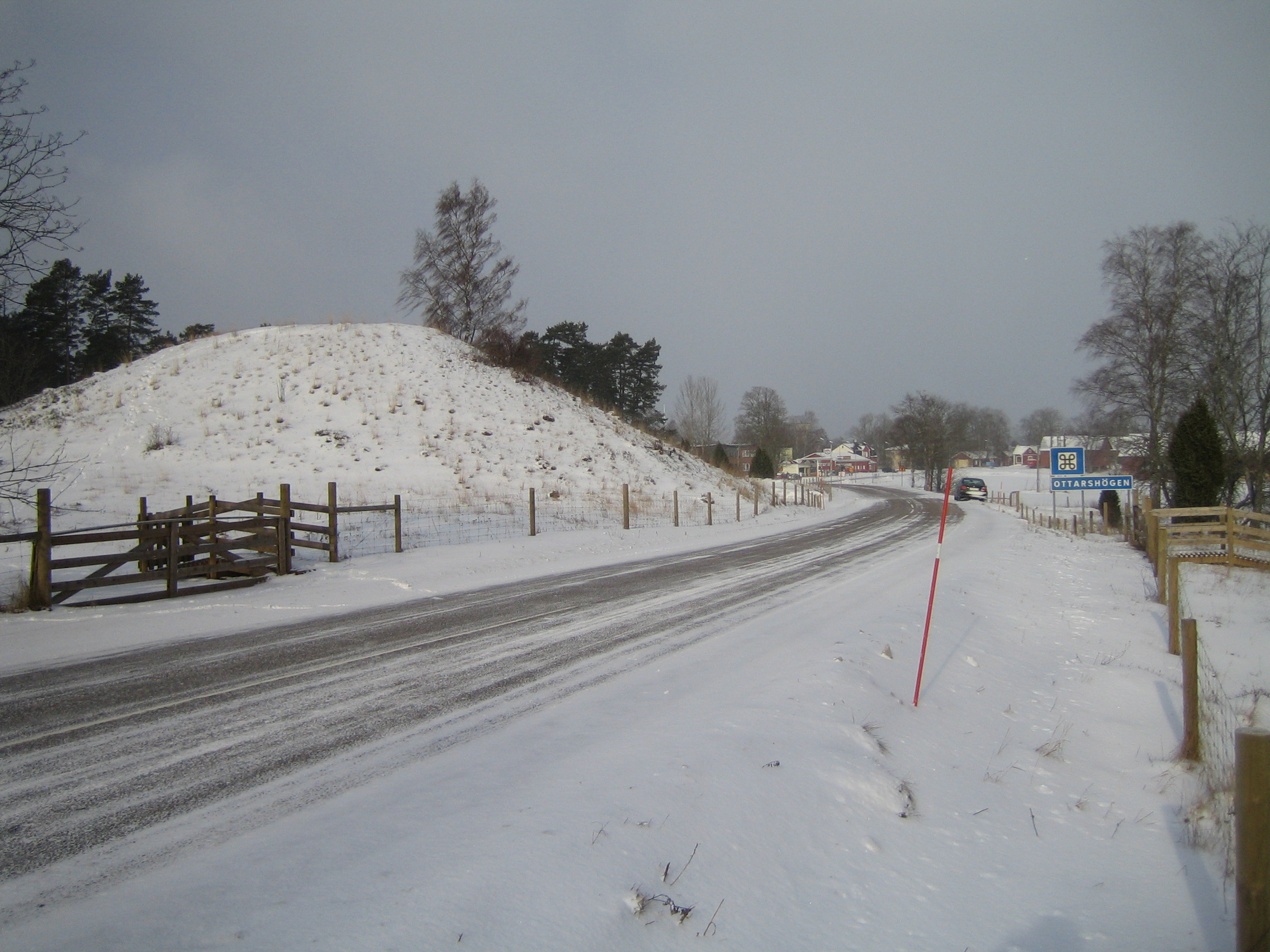
Ottarshögen väster om Vendel från 500-talets första hälft
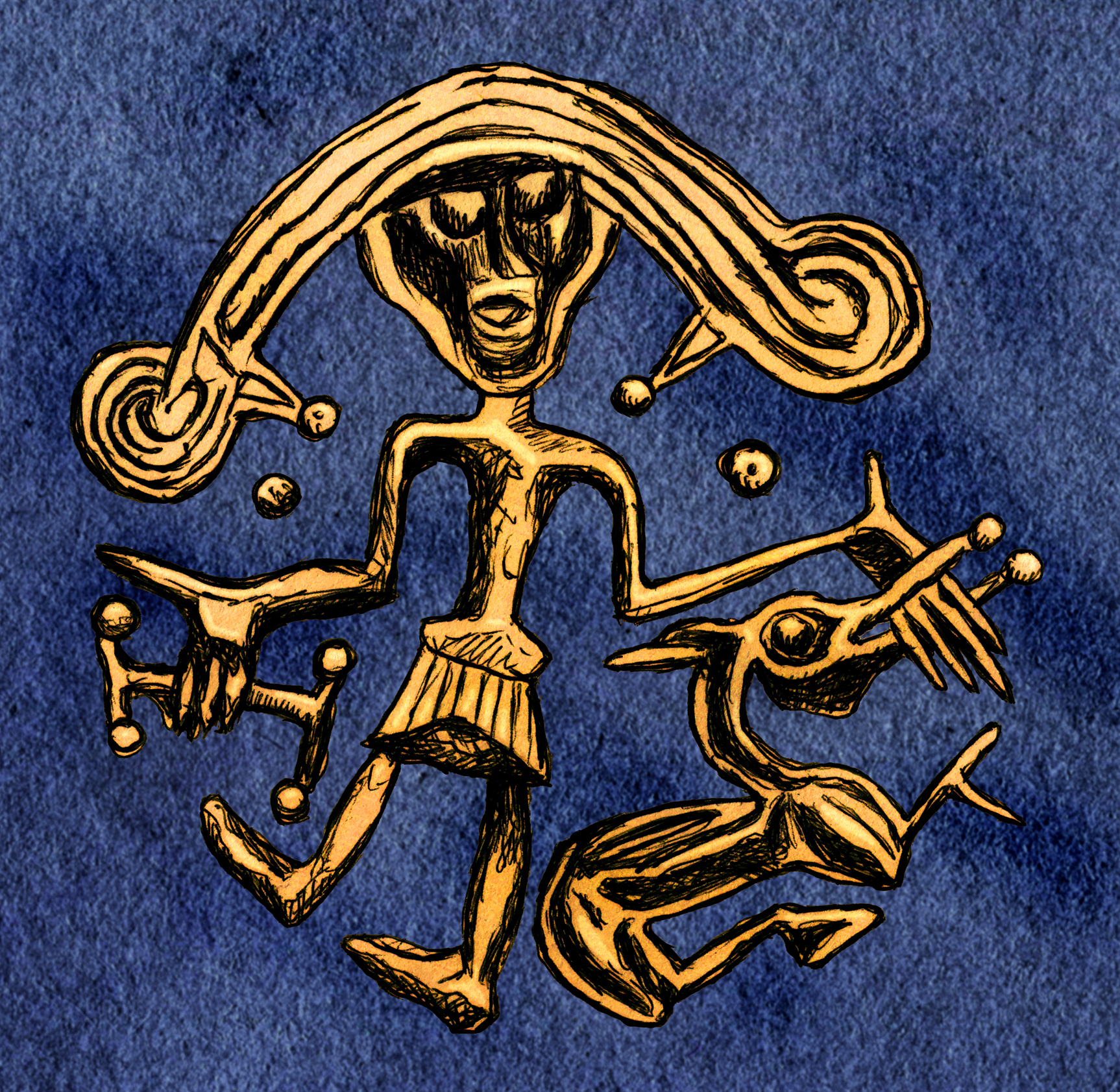
Fenrisulven biter av Tyrs hand på en folkvandringstida guldbrakteat från Trollhättan.
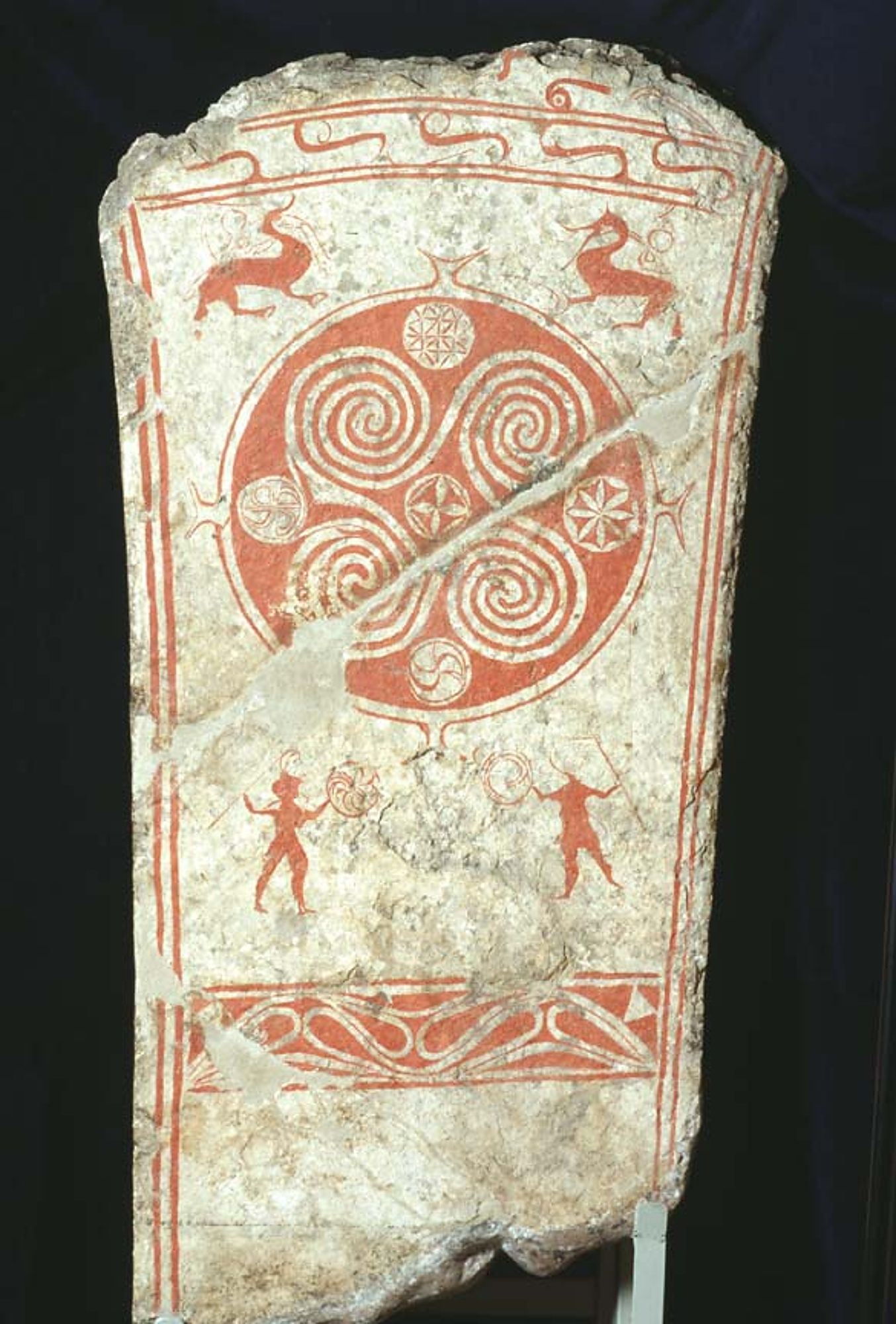
Bildsten 400-549 i Vallstenarum.
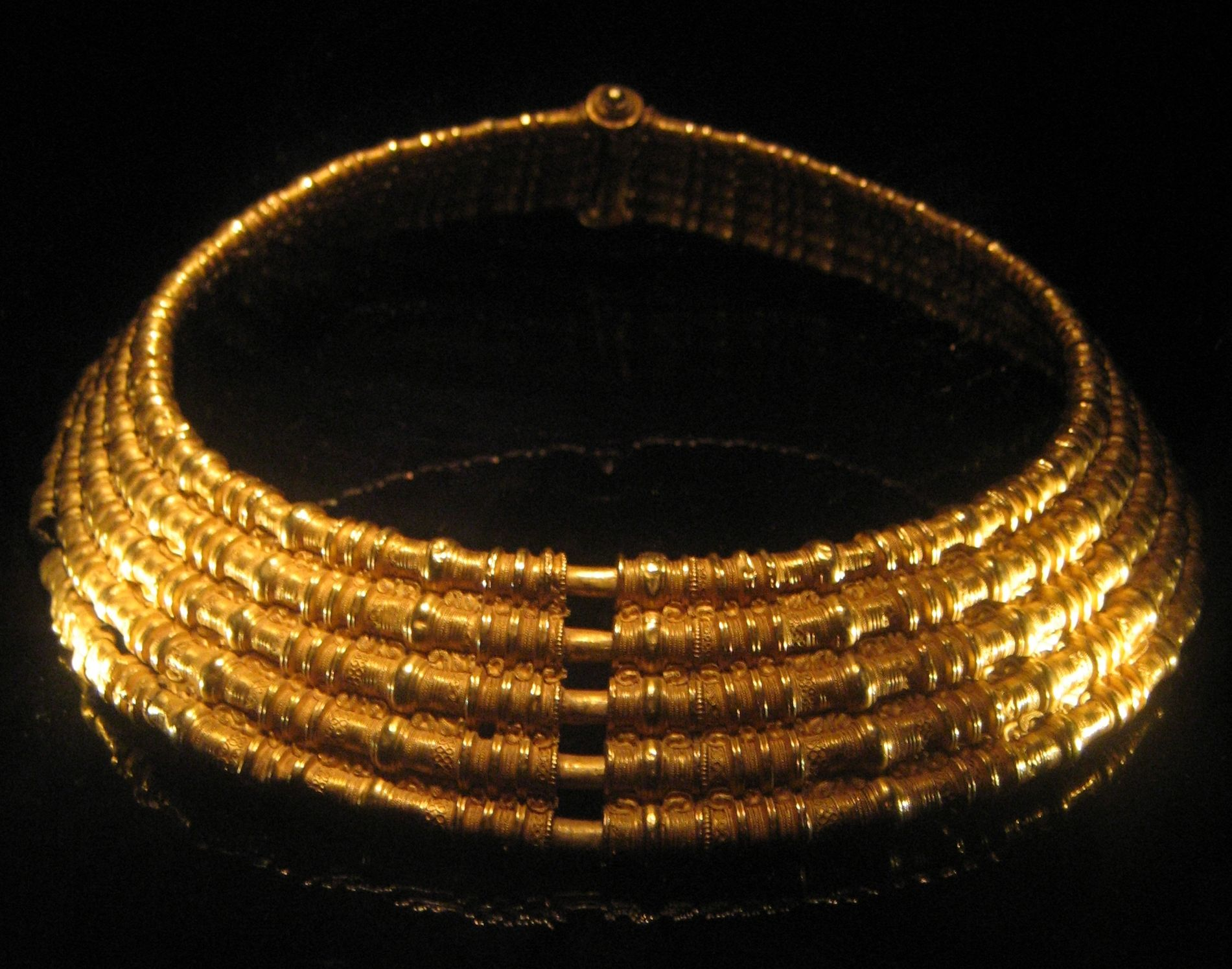
Den femringade guldhalskragen, Färjestadskragen från, Öland.
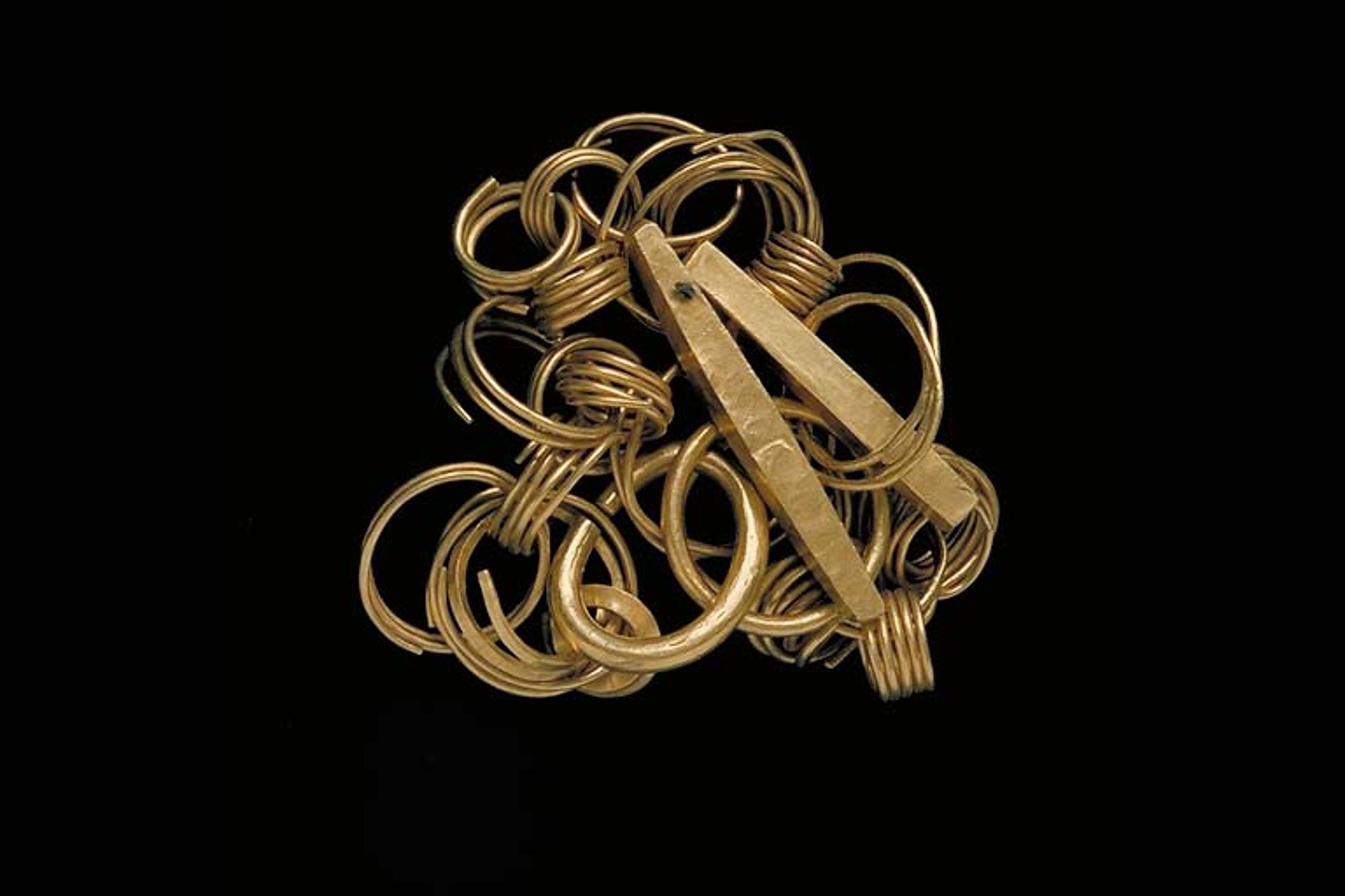
Timboholmsskatten